# Nuvoton
Nuvoton Technology Corporation (NTC) — тайваньская компания производитель полупроводниковой продукции, основана в 2008 году — была выделена из состава компании Winbond Electronics как дочернее предприятие в июле 2008 года и провела IPO (первичное размещение акций) в сентябре 2010 года, однако Winbond сохраняет контрольный пакет акций (51,2 %).

## История
Компания Winbond Electronics была основана в 1987 году. В 2008 году её подразделение полупроводникового бизнеса было выделено в новую компанию Nuvoton Technology Corporation.
В 2020 году была куплена компания Panasonic Semiconductor Solutions Co., Ltd (ранее Matsushita Electronic Corp) за $250 млн вместе с долей в 49 % в совместной с Tower Semiconductor компанией TPSCo (Tower Partners Semiconductor Co., Ltd c 2020, ранее с 2014 TowerJazz Panasonic Semiconductor Solutions Co., Ltd) и создание дочерних компаний Nuvoton Technology Corporation Japan и Nuvoton Technology Corporation Singapore.

## Деятельность
Выручка компании за 2022 год составила 41,87 млрд новых тайваньских долларов (1,36 млрд долларов США), 97 % продаж пришлось на страны Азии.

## Подразделения компании
В состав Nuvoton входят несколько компаний и филиалов:
- Nuvoton Technology Corporation Japan (100 % дочка NTC)
- Nuvoton Technology Corporation Singapore (дочка NTC и NTCJ)
- TPSCo (49 %) как совместное предприятие NTSJ и Tower Semiconductor
- Филиал Nuvoton Electronics Technology (H.K.) Limited — гонконгское подразделение
- Филиал Nuvoton Electronics Technology (Shanghai) Limited
- Филиал Nuvoton Electronics Technology (Shenzhen) Limited
- Филиал Nuvoton Technology Corp. America
- Филиал Nuvoton Technology Israel Ltd.

Подразделения (бизнес группы и центры) Nuvoton:
- Применение микроконтроллеров (Microcontroller Application Business Group)
- Умный дом (Smart Home Business Group)
- Облачная безопасность (Cloud Security Business Group)
- Производство (Manufacturing Business Group)
- Центр разработки передовых технологий (Advanced Technology Development Center)
- Центр глобальных продаж (Global Sales Center)
- Центр качества и логистики (Quality And Logistic Center)
- Центр общего администрирования (General Administration Center)
- Финансовый центр (Finance Center)

## Продукция
Основной продукцией Nuvoton являются микроконтроллеры специализированные и общего назначения, специализированные интегральные схемы (ИС) для аудиотехники, ИС для облачных и вычислительных систем. Кроме того, компания оказывает услуги контрактного производства ИС.
Производимые компанией ИС микроконтроллеров серии NuMicro на основе ARM Cortex-M0 широко известны, благодаря высокой производительности и функциональности. В линейке продукции для облачных и вычислительных систем выпускаются основные микросхемы для материнских плат персональных компьютеров, ноутбуков и серверов: законченные решения Super I/O, ИС для мониторинга оборудования, управления питанием и TPM-защиты, контроллеры клавиатур ноутбуков и встроенные контроллеры мобильных платформ.
Подразделение микроконтроллеров и специализированных ИС
Подразделение микроконтроллеров и специализированных ИС компании Nuvoton в основном занимается созданием микроконтроллеров, а также ИС для обработки голосовых и речевых сигналов и данных.
В серии NuMicro впервые в Азии представлены 32-разрядные микроконтроллеры общего назначения архитектуры ARM Cortex-M0. Они отличаются широким диапазоном входных напряжений, высокой помехозащищённостью, высокой устойчивостью к шумам, и подходят для управления промышленными системами в качестве замены 8-битных микроконтроллеров. Целевые устройства: медицинская электроника, бесщеточные электродвигатели постоянного тока, сенсорные экраны, USB-устройства и т. п.
В линейке Nuvoton emPowerAudio выпускаются микросхемы для обработки голосовых сигналов и данных, которые отличаются высокими показателями производительности, энергопотребления и времени вывода готовой продукции на рынок. Они предназначены для широкого спектра портативных аудиоустройств, автомобильных информационно-развлекательных систем и VoIP-телефонов.
ARM-аудиосистема на чипе Nuvoton ISD9160 (SoC) — это первый в отрасли чипкодер[что?] с 32-битным микроконтроллером архитектуры ARM Cortex-M0. Система на чипе ISD9160 имеет оптимальные характеристики записи и воспроизведения звука при низкой потребляемой мощности. Она предназначена для широкого спектра промышленных систем, таких как портативные медицинские устройства, системы безопасности, общественный транспорт, а также для потребительской техники, в том числе беспроводных аудиосистем, ёмкостных кнопок для сенсорных панелей, бытовых приборов, игрушек и инновационных устройств.
Подразделение облачных и вычислительных систем
Nuvoton производит широкий ассортимент специализированных интегральных микросхем (ASIC).
Разрабатывает основные микросхемы для материнских плат персональных компьютеров, ноутбуков и серверов, и предлагает множество законченных решений Super I/O, а также ИС для мониторинга оборудования, управления питанием, TPM-защиты, контроллеры клавиатур ноутбуков и т. п.
Производственное подразделение
Производственное подразделение компании Nuvoton осуществляет эксплуатацию производственной фабрики, позволяющей выпускать различную продукцию с технологическими нормами 0,35-0,6 мкм, в том числе универсальные логические компоненты, смешанно-сигнальные ИС (для смешанного режима), высоковольтные и сверхвысоковольтные ИС, ИС управления питанием, масочные ПЗУ (с плоскими ячейками), ПЗУ со встроенной логикой и т. п.

## Производство
Nuvoton располагает фабрикой по выпуску шестидюймовых (150 мм) полупроводниковых пластин, осуществляющей полупроводниковое производство ИС под собственной маркой компании, а также для нескольких производственных партнеров.
Фабрики TPSCo в рамках совместного предприятия с Tower Semiconductor (51 %) и NTC Japan (49 %) в Японии: Uozu fab (300 мм пластины по техпроцессам 65 нм и 45 нм), Tonami fab (200 мм пластины по техпроцессам 150—350 нм).

## Международные филиалы
- Синьчжу, Тайвань — Nuvoton Technology Corporation (центральный офис). Функции: НИОКР, маркетинг, производство (фабрика), сбыт
- Тайбэй, Тайвань — Тайбэйский отдел сбыта. Функции: сбыт, FAE.
- Шанхай, КНР — Nuvoton Electronics Technology (Shanghai) Limited. Функции: сбыт, FAE
- Шэньчжэнь, КНР — Nuvoton Electronics Technology (Shanghai) Limited. Функции: сбыт, FAE
- Гонконг, КНР — Nuvoton Electronics Technology (H.K.) Limited. Функции: сбыт
- Сан-Хосе, Калифорния, США — Nuvoton Technology Corp. America. Функции: НИОКР, сбыт
- Герцлия, Израиль — Nuvoton Technology Israel Ltd. Функции: НИОКР.